# Scopula dapharia
Scopula dapharia là một loài bướm đêm trong họ Geometridae.